# Schola Heidelberg
Die Schola Heidelberg ist ein von Heidelberg aus international tätiges Solistenensemble für Neue Vokalmusik.

## Geschichte
Die Schola Heidelberg ging 1992 aus der Schola an der Johanneskirche in Heidelberg-Neuenheim hervor und arbeitet seitdem wie das instrumentale ensemble aisthesis – unter dem Dach des KlangForums Heidelberg e.V.

## Profil
Seit seiner Gründung 1992 unter der Leitung des Dirigenten Walter Nußbaum sind jeweils bis zu 16 Sänger und Sängerinnen sowohl im Spezialbereich der Neuen Musik als auch ihrer Bezüge zur Alten Musik international tätig. Die besondere Interpretationskultur des Ensembles ergibt sich dabei aus der differenzierten Aneignung unterschiedlichster Stile und Vokaltechniken bis hin zu mikrotonaler Intonation, Stimm- und Atemgeräuschen und dem gegenseitigen Bezug von Werken des 16./17. Jahrhunderts und solchen des 20./21. Jahrhunderts.
In engem Kontakt mit führenden Komponisten der Gegenwart (u. a. Carola Bauckholt, Heinz Holliger, Helmut Lachenmann, Caspar Johannes Walter, Péter Eötvös, Stefano Gervasoni, Steffen Schleiermacher, Jan Kopp, Hans Zender) erarbeitet die Schola Heidelberg ein umfangreiches Repertoire, präsentiert aber auch regelmäßig eigene Kompositionsaufträge, etwa die Werkreihen des Projekts Netzwerk Madrigal oder des Projekts Prinzhorn (in Zusammenarbeit mit der Sammlung Prinzhorn, Heidelberg). 
Unter dem Dach des KlangForum Heidelberg e.V. ist das Vokalensemble seit 1993 mit dem Instrumentalensemble ensemble aisthesis vereint.
Außerhalb der eigenen Heidelberger Konzertreihe gastiert die Schola Heidelberg international auf Festivals wie der Biennale Salzburg, den Wittener Tagen für Neue Kammermusik, dem Musikfest Berlin, den Salzburger Festspielen, Milano Musica in Mailand, Flandern Festival, dem Lucerne Festival, der Biennale di Venezia, dem mdr Musiksommer und arbeitet u. a. mit Ensemble Modern, dem WDR Sinfonieorchester Köln, dem SWR Sinfonieorchester Baden-Baden und Freiburg, den Bamberger Symphonikern, der Deutschen Radio Philharmonie Saarbrücken Kaiserslautern und dem Berliner Symphonikern zusammen.
Neben dem künstlerischen Leiter Walter Nußbaum hat die Schola Heidelberg u. a. im Bereich der Neuen Musik mit den Dirigenten Johannes Kalitzke, Jonathan Nott, Hans Zender zusammengearbeitet, aber auch Programme Alter Musik unter Paul Van Nevel aufgeführt.

## Diskographie und Auszeichnungen
Die 2001 erschienenen CDs mit Werken von Helmut Lachenmann bei KAIROS und Vokalkompositionen des 20. Jahrhunderts bei BIS wurden mehrfach international ausgezeichnet (Choc – Le Monde de la musique, CD of the Week von The Observer). 2005 erschien ebenfalls mit Werken von Lachenmann die DVD „Furcht und Verlangen“ mit Werken in Zusammenarbeit mit dem Bayerischen Rundfunk.
Die CD mit Gérard Griseys „Les Chants de l’amour“ bei KAIROS wurde 2008 mit dem Diapason d’or ausgezeichnet. Die CD mit Helmut Lachenmanns „Les Consolations“, erschienen im Januar 2009 bei KAIROS, wurde auf der Bestenliste 2/2009 der Deutschen Schallplattenkritik platziert.
- Helmut Lachenmann: Consolation I und II (KAIROS 2001)
- 'Nuits – weiß wie Lilien', Werke von Hosokawa, Scelsi, Schönberg, Leibowitz, Webern, Schwehr, Xenakis, Ligeti (BIS 1997, 2000, 2001)
- DVD Helmut Lachenmann – 'Furcht und Verlangen', BR musica viva / BR-Alpha (WERGO 2005)
- Thomas Stiegler: und.ging.außen.vorüber. II, Deutscher Musikrat, Edition Zeitgenössische Musik.(WERGO 2007)
- Helmut Lachenmann: NUN (Ensemble Modern Media 2008)
- Carola Bauckholt: Instinkt, Nein allein (Coviello contemporary / Deutschlandfunk, Frau Musica (Nova) 2009)
- Helmut Lachenmann: Les Consolations (KAIROS 2009)
- Nigel Osborne: Naturtöne/Abschied für sechs Stimmen (Wittener Tage für neue Kammermusik 2008 (CD)
Kulturforum Witten, WDR 3 2009)
- Gérard Grisey: Les Chants de l’Amour (KAIROS 2008)
- René Leibowitz | compositeur : Musique de Chambre / Violin Concerto (divox 2013)
- 'ungesehen und ungehört - Künstler reagieren auf die Sammlung Prinzhorn' - Buchveröffentlichung mit 4 CDs mit Ersteinspielungen von Auftragswerken zeitgenössischer Komponisten nach Werken der Sammlung Prinzhorn (Verlag Das Wunderhorn 2014)
- 'Parole e testi' - Vokal- und Instrumentalwerke von Salvatore Sciarrino und Luigi Nono (divox 2020)
- 'Die Zeit nunmehr vorhanden ist' - Weihnachtliche Vokalmusik in bedrängter Zeit (mit Texten des Philosophen Enno Rudolph, Sprecher: Bodo Primus; christophorus 2020)
- 'Eros und Gewalt' - Fünfstimmige Madrigale und Chants für 7 Frauenstimmen, mit Werken von Carlo Gesualdo, Michelangelo Rossi und Claude Vivier (mit einem Einführungstext von Hannah Monyer, Genuin classics 2023)